# Elektroplatiranje zlatom
Elektroplatiranje zlatom (pozlata) se donedavna elektroplatiralo skoro isključivo radi dekoracije i (ili) povećanja vrijednosti proizvoda. U novije vrijeme to se sve više čini za tehničke svrhe, na primjer za zaštitu finih, mjernih i medicinskih instrumenata, proteza, preciznih utega i alata, za dobivanje slojeva nepromjenjive moći refleksije (osobito za infracrveno zračenje) i velike postojanosti (posebno za električne kontakte koji isključuju prijelazne otpore, u tehnici poluvodiča, gradnji ispravljača, elektroničkih računala, valovoda, vakuumskih cijevi, u nuklearnoj tehnici i kod svemirskih letjelica). Često se umjesto zlata, posebno kad se traži veća tvrdoća galvanskih spojeva i (ili) jeftiniji proizvod, elektroplatira njegovim slitinama s antimonom, kositrom, niklom, bakrom, srebrom i kobaltom. 
Za elektroplatiranje zlatom i njegovim slitinama također se upotrebljavaju cijanidne kupke, s elektrolitima od cijanoaurata alkalija, s manjim ili većim sadržajem cijanida alkalija i drugih metala te različitih dodataka, već prema tome kakva se svojstva izratka žele postići. Kako je disocijacija složenih cijanida zlata u vodenim otopinama vrlo slaba, a u ovim kupkama potiskuju je još i cijanidi alkalija, zlato se ponaša kao da je manje plemenito od srebra, pa ako je koncentracija cijanida alkalija u kupki dovoljno velika, elektroplatiranje zlatom nije ometano spontanim izlučivanjem.